# Књига Немијина
Књига Немијина је књига која припада историјској групи старозаветних књига хришћанског Светог писма, односно Списима у хебрејској збирци светих списа Танах.
У књизи се говори о Немији, сину Ахалијином, који је био пехарник на двору персијског цара Артаксеркса I. На Немијину молбу, цар га шаље у Јерусалим и задужује га да обнови зидине јерусалимске.
Немија успева у свом подухвату обнове упркос поругама и замкама непријатеља. Поред зидина Јерусалима, Немија успева да обнови и учврсти у вери своје сународнике и да их закуне да ће ходити по закону Божијем.